# 听妈妈的话
《听妈妈的话》是周杰伦演唱，亲自填词的一首歌曲，收录于专辑《依然范特西》中。他自称这首歌如同自传。
周杰倫把前輩周潤發和張學友寫進歌詞中，表示兩位巨星在電影以及音樂方面對其的影響，並邀請到周潤發和張學友錄影并出現在2007年演唱會的背投大屏幕中，張學友更是獻唱此曲其中一段。 
2006年，本歌入选台北教育大学附属实验国民小学一年级教材，其理由是其歌词有潜移默化的教育意义。
2011年3月9日，湖南卫视新成员栏目《称心如意》引用了本歌作为节目的片尾曲。
2023年台灣海峽聯合巡航期间，解放军派出的海巡06轮在4月6日进行新媒体直播，一度播放了该曲，并形容这句话是“大陸和台灣關係最好的一句話”。